# Косоруков, Владимир Матвеевич
Владимир Матвеевич Косоруков (1914—1993) — майор Советской Армии, участник советско-финской и Великой Отечественной войн, Герой Советского Союза (1943).

## Биография
Владимир Косоруков родился 14 (27) июля 1914 года в селе Ясеновое (ныне — Дубенский район Тульской области). После окончания горнопромышленного училища работал сначала электрослесарем на шахте, затем секретарём Щёкинского райкома ВЛКСМ. В 1936—1938 годах проходил службу в Рабоче-крестьянской Красной Армии. В 1939 году он повторно был призван в армию, участвовал в советско-финской войне. В 1941 году Косоруков окончил Московское военно-политическое училище. С июня 1941 года — на фронтах Великой Отечественной войны. В 1943 году Косоруков окончил курсы «Выстрел», после чего командовал батальоном 203-го гвардейского стрелкового полка 70-й гвардейской стрелковой дивизии 13-й армии Центрального фронта. Отличился во время битвы за Днепр.
22 сентября 1943 года батальон Косорукова успешно переправился через Днепр в районе села Куповатое Чернобыльского района Киевской области Украинской ССР и принял активное участие в захвате плацдарма на его западном берегу. Прорвавшись в немецкий тыл, батальон разгромил штаб вражеского полка.
Указом Президиума Верховного Совета СССР от 16 октября 1943 года за «образцовое выполнение боевых заданий командования на фронте борьбы с немецкими захватчиками и проявленные при этом мужество и героизм» гвардии капитан Владимир Косоруков был удостоен высокого звания Героя Советского Союза с вручением ордена Ленина и медали «Золотая Звезда» за номером 1802.
После окончания войны Косоруков продолжил службу в Советской Армии. В 1953 году в звании майора он был уволен в запас. Проживал в городе Щёкино Тульской области. Скончался в декабре 1993 года.
Был также награждён орденом Красного Знамени, двумя орденами Отечественной войны 1-й степени, орденом Красной Звезды, рядом медалей.